# Chendian (sockenhuvudort i Kina, Hubei Sheng, lat 31,27, long 113,82)
Chendian är en sockenhuvudort i Kina. Den ligger i provinsen Hubei, i den centrala delen av landet, omkring 88 kilometer nordväst om provinshuvudstaden Wuhan. Antalet invånare är 28 808. Befolkningen består av 13 894 kvinnor och 14 914 män. Barn under 15 år utgör 14,0 %, vuxna 15-64 år 75 %, och äldre över 65 år 10,0 %.
Runt Chendian är det tätbefolkat, med 459 invånare per kvadratkilometer. Närmaste större samhälle är Anlu, 13,3 km väster om Chendian. Trakten runt Chendian består till största delen av jordbruksmark.
Genomsnittlig årsnederbörd är 1 301 millimeter. Den regnigaste månaden är juli, med i genomsnitt 192 mm nederbörd, och den torraste är december, med 15 mm nederbörd.